# 2013 ND15
2013 ND15 är en asteroid som för närvarande delar omloppsbana med planeten Venus. Asteroiden upptäcktes i juli 2013 av Pan-STARRS 1. 
2013 ND15 har sin omloppsbana nära Venus lagrangepunkt L4, men har en högre excentricitet än andra liknande objekt, vilket för den både innanför Merkurius och utanför jordens omloppsbana. Den kommer att lämna denna omloppsbana inom några hundra år. Omloppsbanan för den närmare jorden än 0,05 astronomiska enheter vid flera tillfällen under de närmaste hundra åren, men den bedöms för liten för att klassas som ett potentiellt farligt objekt.